# 圣弥额尔总领天使教堂 (那不勒斯)
40°50′54″N 14°14′59″E / 40.848300°N 14.249763°E

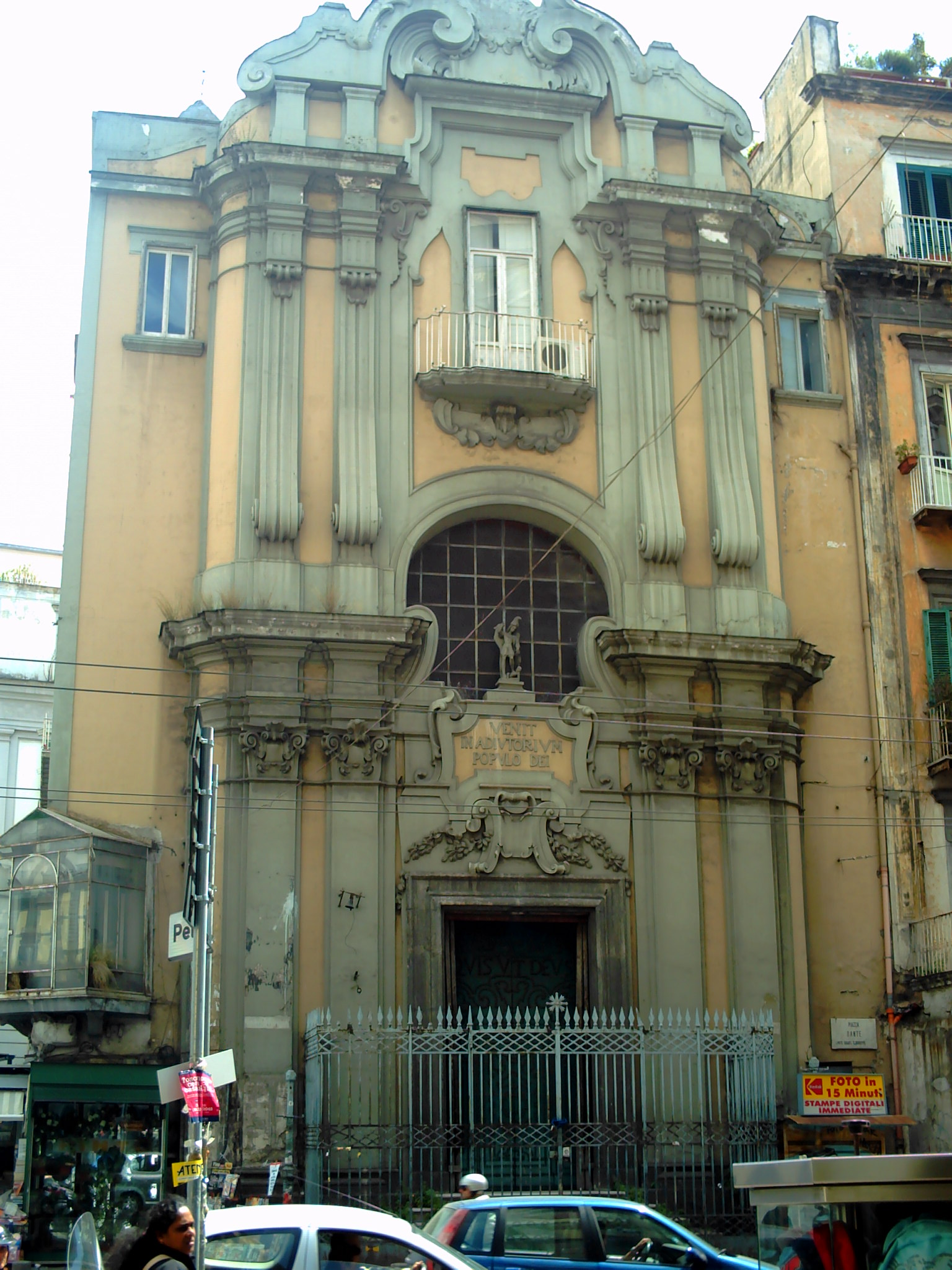
洛可可立面

圣弥额尔总领天使教堂（Chiesa di San Michele Arcangelo 或San Michele a Port'Alba）是意大利南部城市那不勒斯但丁广场上三座历史悠久的教堂之一。
该教堂原名主顾圣母教堂（Santa Maria della Provvidenza）。其历史可以追溯到1620年，18世纪上半叶由多米尼克·安东尼奥·瓦卡罗重建，朱塞佩·阿斯塔利塔扩建；建筑物的内部是十八世纪早期最伟大的杰作之一。 
特别令人感兴趣的是洛可可风格的立面，在两对壁柱。 
在拉长的内部，是朱塞佩·马鲁洛的画作《圣弥额尔》和瓦卡罗的画作《艾琳》(Sant'Irene)。十八世纪作品被保存在祭衣间。
教堂最近重新开放。